# Tijmen Dokter
Tijmen Dokter (Zwolle, 1993) is een Nederlands historicus, theatermaker en presentator. Hij is gespecialiseerd in de Tweede Wereldoorlog.

## Opleiding en werk
Na de middelbare school studeerde Dokter aan ArtEZ Hogeschool voor de Kunsten in Zwolle, aan de opleiding Docent Theater. Hierna studeerde hij geschiedenis. Hij haalde zijn bachelor aan de Universiteit Utrecht en volgde hierna de masteropleiding Publieksgeschiedenis van de Universiteit van Amsterdam. Hij schreef zijn masterscriptie over Theater Na de Dam. 
In 2021 werd hij verkozen tot Jonge Historicus van het Jaar.
Van 2021 tot en met 2023 werkte Dokter als publiekshistoricus bij het Nationaal Militair Museum op de voormalige Vliegbasis Soesterberg. Voor zijn werk bij het museum werd hij erkend met de Museumtalentprijs 2022.
Van 2023 tot en met 2025 maakte hij samen met Arco Gnocchi en Andrea Huntjens de podcast Radio Oranje over de Tweede Wereldoorlog. In de podcast bespreken ze de gehele Tweede Wereldoorlog maand voor maand. In 2024 was Dokter co-host van de podcast 'FOUT', waarin hij met journalist Rick Blom kinderen van ouders interviewde die in de oorlog hadden gecollaboreerd.
In 2025 is Dokter te zien als militair historicus in het televisieprogramma Oorlogsalbums van Omroep Max. In het programma, gepresenteerd door Philip Freriks, doet een team van experts onderzoek naar fotoalbums uit de Tweede Wereldoorlog.

## Theater
In 2018 deed Dokter mee aan het Groninger Studenten Cabaretfestival. Hij haalde de finale, maar won geen prijs.
In het seizoen 2025-2026 speelt Dokter samen met generaal buiten dienst Mart de Kruif in de theatervoorstelling Veldheren Historisch.

## Trivia
- Naast zijn werk als historicus is Dokter reservist bij de Koninklijke Landmacht. Hij heeft de rang van kapitein.